# Složeni kamatni račun
Pod složenim kamatnim računom se podrazumijevaju dvije metode osnovne obračuna kamate:
- konformna metoda
- proprocionalna metoda

## Računanje efektivne kamatne stope
Prije no što možemo ući u izračun iznosa kamate, moramo odrediti iznos efektivne kamatne stope.

### Anticipativan obračun
Anticipativno obračunati kamate znači obračunati kamate unaprijed
te ih pribrojiti početnoj svoti.
{\displaystyle EKS={\frac {KAMATNJAK}{100-KAMATNJAK}}}

### Dekurzivan obračun
Dekurzivno obračunati kamate znači obračunati ih i pripisati početnoj
svoti na kraju određenog vremenskog razdoblja.
{\displaystyle EKS={\frac {KAMATNJAK}{100}}}
gdje su:
EKSefektivna kamatna stopa
KAMATNJAKiznos kamatne stope definirane na godišnjoj bazi

## Računanje kamate

### Konformna metoda
Iznos kamate se prema konformnoj metodi izračunava prema sljedećoj formuli:
{\displaystyle KAMATA=((1+EKS)^{\frac {PERIOD}{GODINA}}-1)\times GLAVNICA}

### Proporcionalna metoda
Iznos kamate se prema proporcionalnoj (tj. razmjernoj) metodi izračunava prema sljedećoj formuli:
{\displaystyle KAMATA=EKS\times {\frac {PERIOD}{GODINA}}\times GLAVNICA}
gdje su:
KAMATAizračunati iznos kamate
PERIODbroj dana u obračunskom razdoblju
GODINAbroj dana u godini
GLAVNICAiznos glavnice na koji se obračunava kamata
EKSefektivna kamatna stopa